# The Shape of Things to Come (Lost)
The Shape of Things to Come este un episod din Lost, sezonul 4.